# Volby do Knesetu 1999
Volby do 15. Knesetu se v Izraeli konaly 17. května 1999 současně s přímou volbou premiéra.

## Souvislosti
Volby se konaly v době, kdy se jednání s palestinskými Araby nevedla. Přestože bylo schváleno Memorandum od Wye River, znepřátelilo jak levici (která tvrdila, že se mírový proces moc vleče), tak pravici (která byla nespokojená z územními ústupky). Aliance Likud-Gešer-Comet se rozpadla a část členů Likudu opustila stranu, aby založila Cherut - Národní hnutí a Stranu středu.
Netanjahuova vláda nakonec kvůli nespokojenosti ve straně, jejím štěpení a problémům při schvalování státního rozpočtu v lednu 1999 vyhlásila předčasné volby.
Ehud Barak zformoval před volbami alianci Jeden Izrael sestávající ze Strany práce a stran Gešer a Mejmad. Doufal tak, že tato středo-levicová aliance získá dostatek mandátů k vytvoření stabilní koalice.

## Výsledky
| strana                            | hlasů     | % hlasů | křesel na začátku funkčního období | křesel na konci funkčního období |
| --------------------------------- | --------- | ------- | ---------------------------------- | -------------------------------- |
| Jeden Izrael                      | 670 484   | 20,2 %  | 26                                 | 0                                |
| Likud                             | 468 103   | 14,1 %  | 19                                 | 21                               |
| Šas                               | 430 676   | 13,0 %  | 17                                 | 17                               |
| Merec                             | 253 525   | 7,6 %   | 10                                 | 10                               |
| Jisra'el be-Alija                 | 171 705   | 5,1 %   | 6                                  | 4                                |
| Šinuj                             | 167 748   | 5,0 %   | 6                                  | 6                                |
| Strana středu                     | 165 622   | 5,0 %   | 6                                  | 3                                |
| Národní náboženská strana         | 140 307   | 4,2 %   | 5                                  | 5                                |
| Sjednocený judaismus Tóry         | 125 741   | 3,7 %   | 5                                  | 5                                |
| Sjednocená arabská kandidátka     | 114 810   | 3,4 %   | 5                                  | 2                                |
| Národní jednota                   | 100 181   | 3,0 %   | 4                                  | 0                                |
| Chadaš                            | 87 022    | 2,6 %   | 3                                  | 3                                |
| Jisra'el Bejtejnu 5               | 86 153    | 2,6 %   | 4                                  | 0                                |
| Balad                             | 66 103    | 1,9 %   | 2                                  | 1                                |
| Am Echad                          | 64 143    | 1,9 %   | 2                                  | 2                                |
| Neúspěšní                         | 197 093   | 6,0 %   | -                                  | -                                |
| Celkem                            | 3 309 416 | 100%    | 120                                | 120                              |
|                                   |           |         |                                    |                                  |
| Strana práce-Mejmad               | -         | -       | 0                                  | 25                               |
| Národní jednota-Jisra'el Bejtejnu | -         | -       | 0                                  | 7                                |
| Gešer                             | -         | -       | 0                                  | 2                                |
| Demokratická volba                | -         | -       | 0                                  | 2                                |
| Arabská národní strana            | -         | -       | 0                                  | 2                                |
| Cherut - Národní hnutí            | -         | -       | 0                                  | 1                                |
| Progresivní národní aliance       | -         | -       | 0                                  | 1                                |
| Ta'al                             | -         | -       | 0                                  | 1                                |
| Lev                               | -         | -       | 0                                  | 0                                |
| Nová cesta                        | -         | -       | 0                                  | 0                                |

Poznámka: Jisra'el Bejtejnu získal jeden mandát po přepočítání hlasů,

### Neúspěšní
Následující strany se zúčastnily voleb  ale nepřekročily 1 5% volební práh:
- Pnina Rosenblum (44 953 - 1,3 %)
- Power for Pensioners (37 525 - 1,1 %)
- Ale Jarok (34 029 - 1,0 %)
- Třetí cesta (26 290 - 0,7 %)
- Zelení (13 292 - 0,4 %)
- Tikva (7 366 - 0,2 %)
- Strana Casino (6 540 0,1 %)
- Lev la-Olim - (6 311 - 0,1 %)
- Strana Negevu (4 324 - 0,1 %)
- Comet (4 128 - 0,1 %)
- Strana přirozeného práva (2 924 - 0,1 %)
- Progresivní strana středu (2 797 0,1 %)
- Organizace za demokratickou akci (2 151 - 0,1 %)
- Nová arabská strana (2 042 - 0,1 %)
- Spravedlnost pro všechny (1 257 - 0,04 %)
- Morešet Avot (1 164 - 0,04 %)

Dvě strany se nejprve přihlásily ke kandidatuře ve volbách  ale před volebním dnem stáhli svou kandidaturu:
- Manchigut Jehudit
- Hlas životního prostředí

## Patnáctý Kneset
Po výhře v premiérských volbách zformoval Ehud Barak 6. července 1999 v pořadí 28. izraelskou vládu. Jeho koalice zahrnovala Jeden Izrael, Šas, Merec, Jisra'el be-Alija, Stranu středu, Národní náboženskou stranu a Sjednocený judaismus Tóry. Zpočátku měla 16 ministrů, ale toto číslo se postupně dostalo až na 24. Avraham Burg byl jmenován předsedou Knesetu.
Sjednocený judaismus Tóry opustil koalici v září 1999 kvůli porušení šabatu. Vláda nakonec padla 10. prosince 2000, když Barak rezignoval kvůli probíhající druhé intifádě a říjnových nepokojích izraelských Arabů. Barak svolal nové premiérské volby, které však nakonec prohrál s Arielem Šaronem. 
Šaron sestavil 7. března 2001 v pořadí 29. izraelskou vládu. Vytvořil vládu národní jednoty sestávající ze stran Likud, Strana práce-Meimad, Šas, Strany středu, Národní náboženské strany, Sjednoceného judaismu Tóry, Jisra'el be-Alija a Národní jednoty-Jisra'el Bejtejnu. Šaronova vláda měla 26 ministrů (později 29) a bylo nutné rozšířit ministerský stůl v Knesetu.